# Assassin's Creed: Unity (romanzo)
Assassin's Creed: Unity è un romanzo scritto dallo storico e scrittore Anton Gill (con lo pseudonimo di Oliver Bowden), e narra la storia di Elise De La Serre. Basato sul videogioco Assassin's Creed: Unity.

## Edizioni
- Oliver Bowden, Assassin's Creed -  Unity, 1ª ed., Pickwick, 2015,  pp. 426, ISBN 9788868362942.